# República Independiente de Tolivia
República Independiente de Tolivia es el sexto álbum de estudio del grupo asturiano Los Berrones, publicado por Santo Grial Producciones en noviembre de 2003. Fue el último trabajo con el guitarrista Tante Blanco como integrante del grupo e incluyó una versión en asturiano de la canción de Simon & Garfunkel «Bridge over Troubled Water».
Santo Grial reeditó el álbum dos años después con «Fai deporte», una canción extra que el grupo grabó con la colaboración de una larga lista de deportistas asturianos como Chechu Rubiera, Samuel Sánchez, Mejuto González, Javier Villa y Manuel Busto, entre otros.

## Lista de canciones
Todas las canciones escritas y compuestas por Los Berrones excepto donde se anota. 
| N.º | Título                       | Escritor(es) | Duración |  |
| 1.  | «Mentires»                   |              |          |  |
| 2.  | «¡Qué guapa yes!»            |              |          |  |
| 3.  | «A cabruñar»                 |              |          |  |
| 4.  | «País de pandereta»          |              |          |  |
| 5.  | «Suañaba yo»                 |              |          |  |
| 6.  | «¡Cuántos queden pel camín!» |              |          |  |
| 7.  | «Amor de mil duros»          |              |          |  |
| 8.  | «A dos nenos»                |              |          |  |
| 9.  | «Calamocanu»                 |              |          |  |
| 10. | «Esa atrocidá llamada amor»  |              |          |  |
| 11. | «Les calentures»             |              |          |  |
| 12. | «Puente sobre agües braves»  | Paul Simon   |          |  |